# École supérieure d'électricité
École supérieure d'électricité (Supélec, Școala superioară de electricitate), fondată în 1894, este o universitate tehnică de stat din Gif-sur-Yvette, Metz, Rennes (Franța).

## Secții
- Master

Domeniu: Inginerie 
- Doctorat

Domeniu: Inginerie civilă, Inginerie Electrică, Automatică, Tehnologia Informației, Procesare de semnal, Microelectronică, Nanotehnologie, Acustică, Telecomunicație
- Mastère Spécialisé
- MOOC[3].

## Absolvenți renumite
- Pierre Boulle, scriitor francez
- Matila Ghyka, ofițer de marină, diplomat, estetician, scriitor, matematician, inginer și istoric român